# NME4
NME4‏ (NME/NM23 nucleoside diphosphate kinase 4) هوَ بروتين يُشَفر بواسطة جين NME4 في الإنسان.

## الوظيفة
إن كينازات ثنائي فوسفات النوكليوسيد (EC 2.7.4.6) هي إنزيمات منتشرة تحفز نقل فوسفات جاما، عبر وسيط فوسفوهيستيدين، بين ثلاثي وثنائي فوسفات النوكليوسيد والديوكسي نوكليوسيد. هذه الإنزيمات هي منتجات عائلة جينات nm23، والتي تشمل NME4. تم عزل أول جين nm23، nm23-H1 (NME1)، بناءً على التعبير المنخفض عنه في سلالة خلايا الورم الميلانيني الفأري شديدة النقائل، واقترح أنه جين مثبط للنقائل. تم الحصول على المكافئ البشري من خلال فحص مكتبة cDNA باستخدام الجين الفأري كمسبار ووجد أنه متماثل مع جين ذبابة الفاكهة. تم عزل جين بشري ثانٍ، nm23-H2 (NME2)، يشفر بروتينًا مطابقًا بنسبة 88٪ لـ nm23-H1، لاحقًا. تم تحديد كلا الجينين في 17q21.3 وتم التعرف سابقًا على منتجاتهما الجينية على أنها الوحدات الفرعية A و B من كينازات NDP. في الثدييات، تكون كينازات NDP الوظيفية عبارة عن هيتروسكسامير من مونومرات A و B، والتي يمكن أن تتحد بنسب متفاوتة لتكوين أنواع مختلفة من الهجائن. يتم التعبير عن هذه الإنزيمات بشكل كبير في الأورام مقارنة بالأنسجة الطبيعية. في بعض خطوط الخلايا وفي بعض الأورام الصلبة، يرتبط انخفاض التعبير عن NME1 بزيادة الإمكانات النقيلية؛ علاوة على ذلك، عند نقله إلى خطوط خلايا عدوانية للغاية، مثل سرطان الثدي البشري، قلل NME1 من الإمكانات النقيلية. تم تحديد جين بشري ثالث، DR-nm23 (NME3)، ووجد أنه يشترك في تشابه تسلسلي كبير مع جينات NME1 و NME2. يتم التعبير عنه بشكل كبير في انتقال الأزمة الانفجارية لسرطان الدم النقوي المزمن. عند الإفراط في التعبير عن طريق النقل، قمع NME3 تمايز الخلايا الحبيبية وحفز موت الخلايا السلفية النقوية.